# Marcus Vinicius D'Almeida
Marcus Vinicius D'Almeida, född 30 januari 1998, är en brasiliansk bågskytt. Han deltog vid olympiska sommarspelen 2016 och olympiska sommarspelen 2020.